# Gabriela Pietrucha
Gabriela Pietrucha (ur. 10 września 1993 w Warszawie) – polska aktorka telewizyjna.

## Życiorys

### Wczesne lata
Ma starszą siostrę, Julię, która jest aktorką i piosenkarką oraz Natalię, scenarzystkę. 
W 2012 ukończyła 21 Społeczne Liceum Ogólnokształcące im. Jerzego Grotowskiego w Warszawie.

### Kariera
W latach 2007–2008 występowała w serialu telewizji Polsat I kto tu rządzi?, wcielając się w postać Marty Czajki. W 2008 roku wystąpiła w kampanii reklamowej Pudliszek. W latach 2008–2012 odgrywała rolę Gabi Lasoty w serialu TVP2 M jak miłość. W latach 2009–2014 występowała w roli Oli Nocul w serialu TVP1 Ojciec Mateusz.

## Filmografia
- 2001–2007, 2009–2010: Plebania jako Lucyna Tosiek, córka Antoniego
- 2007: Determinator jako Natalia Kopka, córka Krystyny
- 2007–2008: I kto tu rządzi? jako Marta Czajka, córka Tomka
- 2008–2012 M jak miłość jako Gabi Lasota, dziewczyna Łukasza
- 2008: Lawina jako Lidia
- 2009-2014: Ojciec Mateusz jako Ola Nocul, starsza córka Mietka
- 2010: Duch w dom jako Julia, córka Beaty i Leszka